# Родители

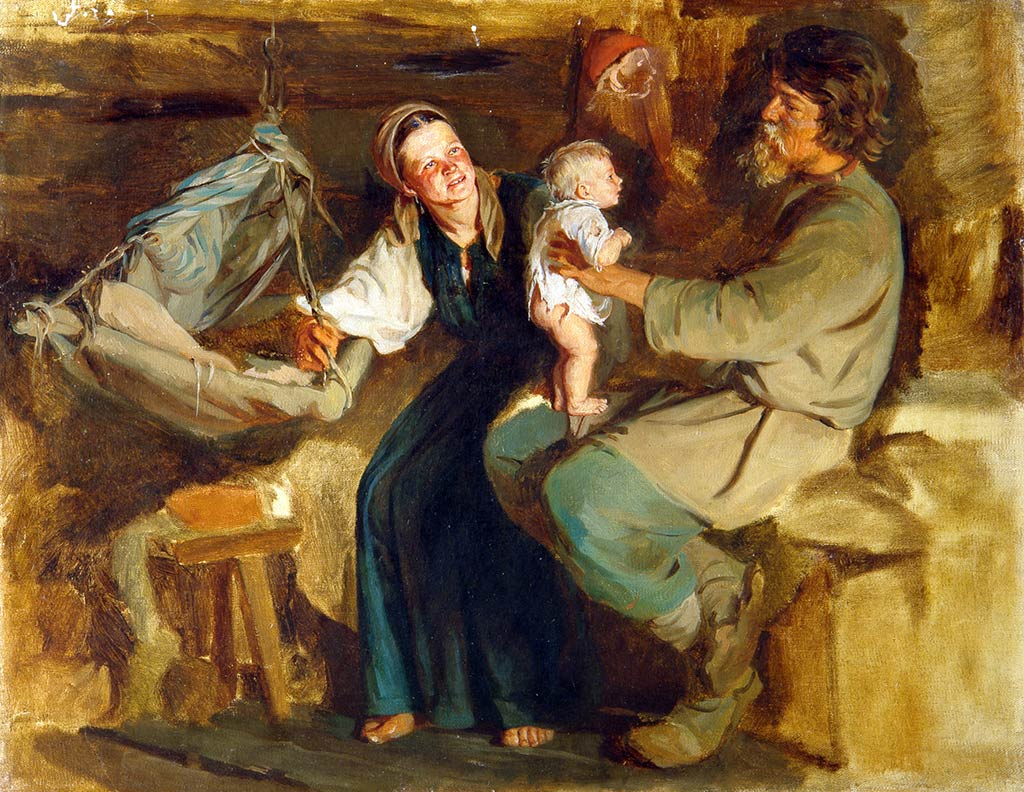
К. В. Лемох. Родительская радость.

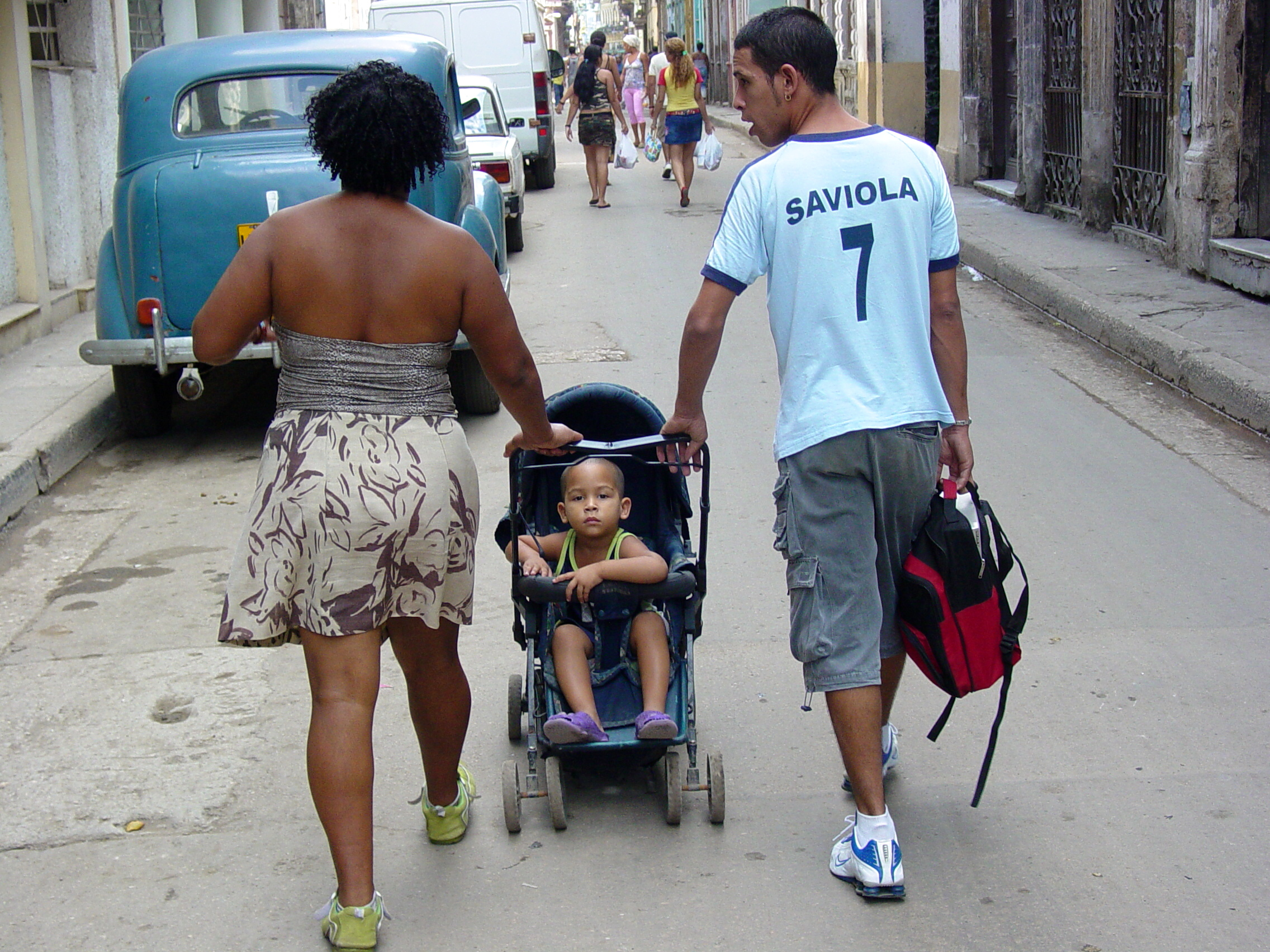
Родители с ребёнком

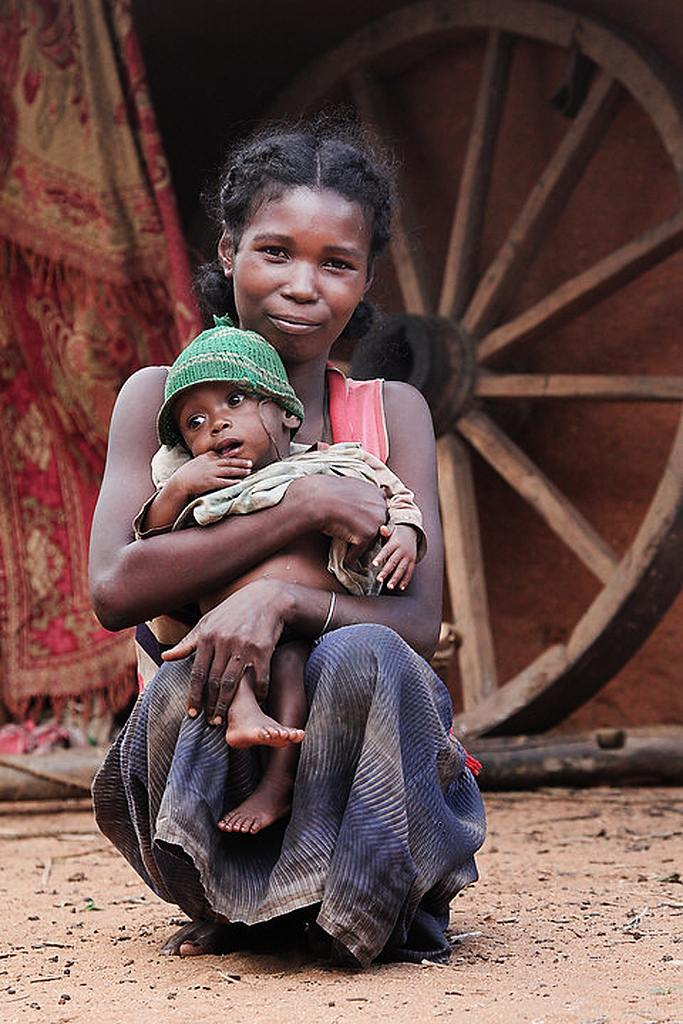
Родитель (мать) с ребёнком

Роди́тели — ближайшие родственники человека, составляющие основу его семьи (см. отец и мать).
Роль родителей в отношении ребёнка имеет сложный и глубокий характер и колеблется в зависимости от культуры, религии и народа. Родители как воспитатели несут тоже ответственность за поведение своего ребёнка в обществе. Таким образом, этические нормы родительской опеки и воспитания ребёнка лежат в основе благополучия и поведения как каждого человека, так и общества в целом. Ребёнок, лишённый родителей, определяется как сирота.
Родителем считается предок в первом поколении. Биологические родители — родители зачавшие и родившие ребёнка, приёмные родители — родители, воспитывающие ребёнка, но не являющиеся его биологическими родителями.
Благодаря последним достижениям в области медицины стало возможным иметь более двух биологических родителей. Примеры трёх биологических родителей включают случаи суррогатного материнства или зачатие с участием третьего лица, предоставившего образцы ДНК во время вспомогательной репродуктивной процедуры, которая изменила генетический материал плода.
Некоторые родители имеют небинарную гендерную идентичность и не идентифицируют себя как матери и отцы.